# 名水百選

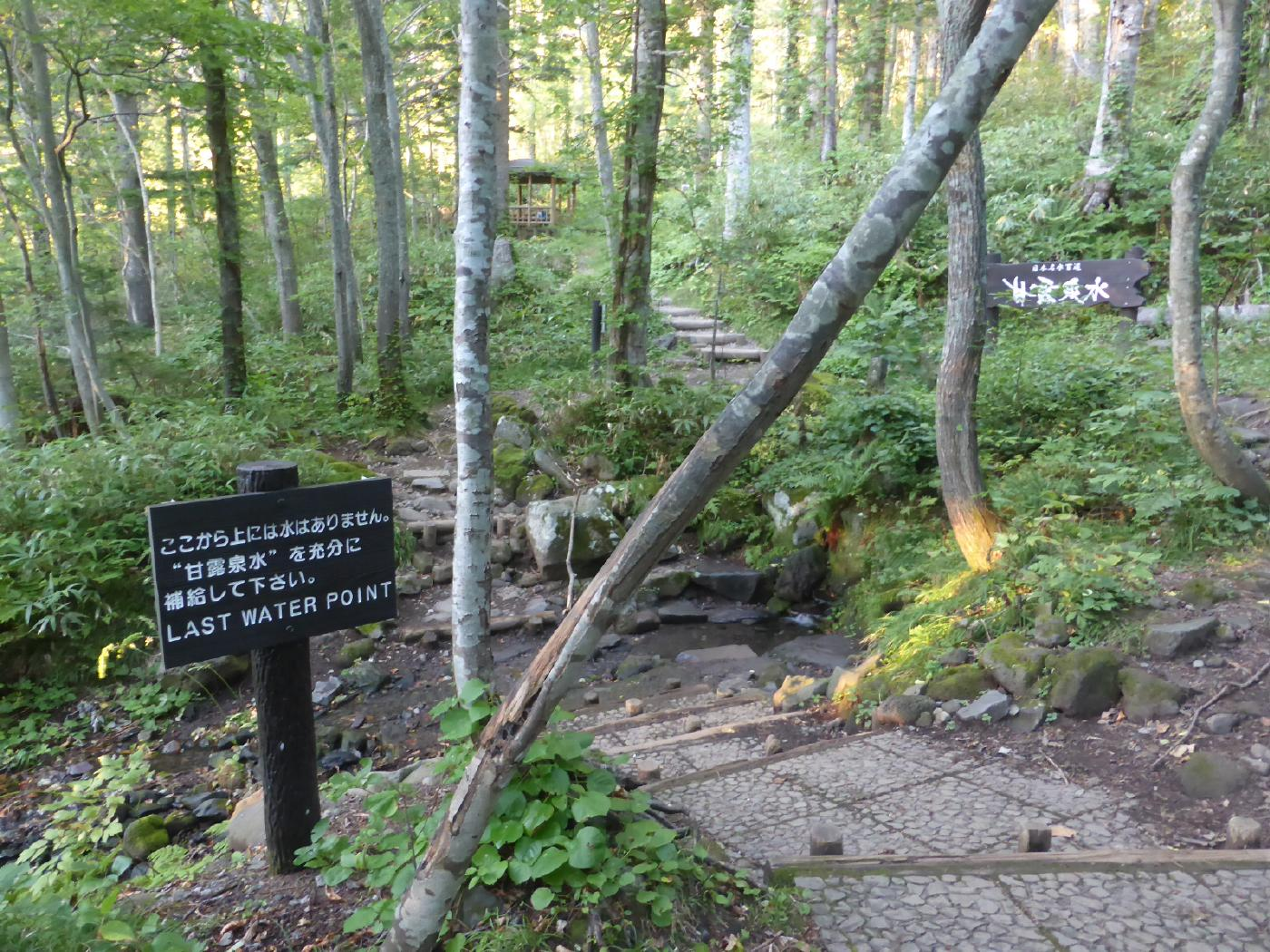
最北端の名水百選、甘露泉水

名水百選（めいすいひゃくせん）とは、1985年（昭和60年）3月に環境庁（現・環境省）が選定した、全国各地で「名水」として故事来歴のある100の湧水・河川（用水）、地下水等である。

## 概要
「名水」の選定条件として、「保全状況が良好」で「地域住民等による保全活動がある」ことを必須とし、「規模」「故事来歴」「希少性、特異性、著名度等」が勘案された。この条件は合田健を座長とした学識経験者らで構成される名水百選調査検討会が定めた。湖沼は選定の対象としなかった。選定候補は各都道府県による推薦で合計784件に上った。
2008年（平成20年）6月、環境省は新たに「平成の名水百選」を選定した。これと区別して従来の名水百選を「昭和の名水百選」と呼ぶことがある。両者に重複はなく、合わせて200選となる。
なお、「名水百選」も「平成の名水百選」も飲用に適することを条件としておらず、飲用する場合は自治体の情報を確認するよう注意喚起されている。後述する「『名水百選』選抜総選挙」の「おいしさがすばらしい『名水』部門」では飲料水を対象とした投票結果であり、浄化前の原水を対象としたものではない。

## 名水百選一覧
| No. | 名称                     | 種類   | 所在地                                       | 特記事項                                                                            |
| --- | ------------------------ | ------ | -------------------------------------------- | ----------------------------------------------------------------------------------- |
| 1   | 羊蹄のふきだし湧水       | 湧水   | 北海道虻田郡京極町                           | 北海道遺産                                                                          |
| 2   | 甘露泉水                 | 湧水   | 北海道利尻郡利尻富士町                       | 利尻礼文サロベツ国立公園                                                            |
| 3   | ナイベツ川湧水           | 湧水   | 北海道千歳市蘭越                             |                                                                                     |
| 4   | 富田の清水               | 湧水   | 青森県弘前市紙漉町                           |                                                                                     |
| 5   | 渾神の清水               | 湧水   | 青森県平川市唐竹                             |                                                                                     |
| 6   | 金沢清水                 | 湧水   | 岩手県八幡平市松尾寄木                       |                                                                                     |
| 7   | 龍泉洞地底湖の水         | 湧水   | 岩手県下閉伊郡岩泉町                         | 国の天然記念物                                                                      |
| 8   | 桂葉清水                 | 湧水   | 宮城県栗原市高清水桂葉                       |                                                                                     |
| 9   | 広瀬川                   | 河川   | 宮城県仙台市                                 |                                                                                     |
| 10  | 六郷湧水群               | 湧水   | 秋田県仙北郡美郷町                           | 水の郷百選、水源の森百選、遊歩百選                                                  |
| 11  | 力水                     | 湧水   | 秋田県湯沢市古館山                           |                                                                                     |
| 12  | 月山山麓湧水群           | 湧水   | 山形県西村山郡西川町                         | 磐梯朝日国立公園                                                                    |
| 13  | 小見川                   | 湧水   | 山形県東根市羽入                             |                                                                                     |
| 14  | 磐梯西山麓湧水群         | 湧水   | 福島県耶麻郡磐梯町                           |                                                                                     |
| 15  | 小野川湧水               | 湧水   | 福島県耶麻郡北塩原村                         | 磐梯朝日国立公園                                                                    |
| 16  | 八溝川湧水群             | 湧水   | 茨城県久慈郡大子町                           | 奥久慈県立自然公園                                                                  |
| 17  | 出流原弁天池湧水         | 湧水   | 栃木県佐野市出流原町                         |                                                                                     |
| 18  | 尚仁沢湧水               | 湧水   | 栃木県塩谷郡塩谷町上寺島                     | 日光国立公園                                                                        |
| 19  | 雄川堰                   | 用水   | 群馬県甘楽郡甘楽町                           | 疏水百選、土木学会選奨土木遺産                                                      |
| 20  | 箱島湧水                 | 湧水   | 群馬県吾妻郡東吾妻町箱島                     |                                                                                     |
| 21  | 風布川・日本水           | 湧水   | 埼玉県大里郡寄居町                           | 水の郷百選、水源の森百選                                                            |
| 22  | 熊野の清水               | 湧水   | 千葉県長生郡長南町佐坪滝ノ上                 |                                                                                     |
| 23  | お鷹の道・真姿の池湧水群 | 湧水   | 東京都国分寺市西元町                         |                                                                                     |
| 24  | 御岳渓谷                 | 河川   | 東京都青梅市                                 | 秩父多摩甲斐国立公園                                                                |
| 25  | 秦野盆地湧水群           | 湧水   | 神奈川県秦野市                               |                                                                                     |
| 26  | 洒水の滝・滝沢川         | 河川   | 神奈川県足柄上郡山北町                       | 日本の滝百選                                                                        |
| 27  | 竜ヶ窪の水               | 湧水   | 新潟県中魚沼郡津南町                         |                                                                                     |
| 28  | 杜々森湧水               | 湧水   | 新潟県長岡市西中野俣                         |                                                                                     |
| 29  | 黒部川扇状地湧水群       | 湧水   | 富山県黒部市、下新川郡入善町                 | 水の郷百選                                                                          |
| 30  | 穴の谷の霊水             | 湧水   | 富山県中新川郡上市町                         |                                                                                     |
| 31  | 立山玉殿の湧水           | 湧水   | 富山県中新川郡立山町                         | 中部山岳国立公園                                                                    |
| 32  | 瓜裂の清水               | 湧水   | 富山県砺波市                                 | 水の郷百選                                                                          |
| 33  | 弘法池の水               | 湧水   | 石川県白山市釜清水町                         |                                                                                     |
| 34  | 古和秀水                 | 湧水   | 石川県輪島市門前町鬼屋                       |                                                                                     |
| 35  | 御手洗池                 | 湧水   | 石川県七尾市                                 |                                                                                     |
| 36  | 瓜割の滝                 | 湧水   | 福井県三方上中郡若狭町                       | 水の郷百選                                                                          |
| 37  | 御清水                   | 湧水   | 福井県大野市泉町                             | 奥越高原県立自然公園、水の郷百選                                                    |
| 38  | 鵜の瀬                   | 河川   | 福井県小浜市神宮寺                           |                                                                                     |
| 39  | 忍野八海                 | 湧水   | 山梨県南都留郡忍野村                         | 国の天然記念物                                                                      |
| 40  | 八ヶ岳南麓高原湧水群     | 湧水   | 山梨県北杜市                                 |                                                                                     |
| 41  | 白州／尾白川             | 河川   | 山梨県北杜市                                 | 南アルプス国立公園                                                                  |
| 42  | 猿庫の泉                 | 湧水   | 長野県飯田市羽場                             |                                                                                     |
| 43  | 安曇野わさび田湧水群公園 | 湧水   | 長野県安曇野市                               | 水の郷百選                                                                          |
| 44  | 姫川源流湧水             | 湧水   | 長野県北安曇郡白馬村                         |                                                                                     |
| 45  | 宗祇水（白雲水）         | 湧水   | 岐阜県郡上市                                 |                                                                                     |
| 46  | 長良川（中流域）         | 河川   | 岐阜県美濃市、関市、岐阜市                   |                                                                                     |
| 47  | 養老の滝・菊水泉         | 湧水   | 岐阜県養老郡養老町                           | 養老公園                                                                            |
| 48  | 柿田川湧水群             | 湧水   | 静岡県駿東郡清水町                           |                                                                                     |
| 49  | 木曽川（中流域）         | 河川   | 愛知県犬山市～可児川合流点                   |                                                                                     |
| 50  | 智積養水                 | 用水   | 三重県四日市市                               |                                                                                     |
| 51  | 恵利原の水穴（天の岩戸） | 湧水   | 三重県志摩市磯部町                           |                                                                                     |
| 52  | 十王村の水               | 湧水   | 滋賀県彦根市西今町                           |                                                                                     |
| 53  | 泉神社湧水               | 湧水   | 滋賀県米原市大清水                           |                                                                                     |
| 54  | 伏見の御香水             | 地下水 | 京都府京都市伏見区                           |                                                                                     |
| 55  | 磯清水                   | 地下水 | 京都府宮津市文珠（天橋立）                   | 日本三景、丹後天橋立大江山国定公園                                                  |
| 56  | 離宮の水                 | 地下水 | 大阪府三島郡島本町                           |                                                                                     |
| 57  | 宮水                     | 地下水 | 兵庫県西宮市                                 |                                                                                     |
| 58  | 布引渓流                 | 河川   | 兵庫県神戸市中央区                           |                                                                                     |
| 59  | 千種川                   | 河川   | 兵庫県西部（宍粟市、佐用町、上郡町、赤穂市） |                                                                                     |
| 60  | 洞川湧水群               | 湧水   | 奈良県吉野郡天川村                           | 吉野熊野国立公園                                                                    |
| 61  | 野中の清水               | 湧水   | 和歌山県田辺市                               |                                                                                     |
| 62  | 紀三井寺の三井水         | 湧水   | 和歌山県和歌山市                             |                                                                                     |
| 63  | 天の真名井               | 湧水   | 鳥取県米子市                                 |                                                                                     |
| 64  | 天川の水                 | 湧水   | 島根県隠岐郡海士町                           | 大山隠岐国立公園                                                                    |
| 65  | 壇鏡の滝湧水             | 湧水   | 島根県隠岐郡隠岐の島町                       | 大山隠岐国立公園                                                                    |
| 66  | 塩釜の冷泉               | 湧水   | 岡山県真庭市                                 | 大山隠岐国立公園                                                                    |
| 67  | 雄町の冷泉               | 湧水   | 岡山県岡山市中区                             |                                                                                     |
| 68  | 岩井                     | 湧水   | 岡山県苫田郡鏡野町                           | 氷ノ山後山那岐山国定公園                                                            |
| 69  | 太田川（中流域）         | 河川   | 広島県広島市                                 |                                                                                     |
| 70  | 今出川清水（出合清水）   | 湧水   | 広島県安芸郡府中町                           | 2012年に、環境省推薦時に、120m離れた『今出川湧水』 との名称取り違えが明らかになった |
| 71  | 別府弁天池湧水           | 湧水   | 山口県美祢市秋芳町                           | 秋吉台国定公園                                                                      |
| 72  | 桜井戸                   | 湧水   | 山口県岩国市                                 |                                                                                     |
| 73  | 寂地川                   | 河川   | 山口県岩国市                                 | 西中国山地国定公園                                                                  |
| 74  | 江川の湧水               | 湧水   | 徳島県吉野川市                               |                                                                                     |
| 75  | 剣山御神水               | 湧水   | 徳島県三好市                                 | 剣山国定公園、日本百名山                                                            |
| 76  | 湯船の水                 | 湧水   | 香川県小豆郡小豆島町                         | 瀬戸内海国立公園                                                                    |
| 77  | うちぬき                 | 自噴水 | 愛媛県西条市                                 |                                                                                     |
| 78  | 杖の淵                   | 湧水   | 愛媛県松山市                                 |                                                                                     |
| 79  | 観音水                   | 湧水   | 愛媛県西予市                                 |                                                                                     |
| 80  | 四万十川                 | 河川   | 高知県西部                                   |                                                                                     |
| 81  | 安徳水                   | 湧水   | 高知県高岡郡越知町                           |                                                                                     |
| 82  | 清水湧水                 | 湧水   | 福岡県うきは市                               | 水源の森百選                                                                        |
| 83  | 不老水                   | 地下水 | 福岡県福岡市                                 |                                                                                     |
| 84  | 竜門の清水               | 河川   | 佐賀県西松浦郡有田町                         | 黒髪山県立公園                                                                      |
| 85  | 清水川                   | 河川   | 佐賀県小城市                                 | 天山県立公園                                                                        |
| 86  | 島原湧水群               | 湧水   | 長崎県島原市                                 |                                                                                     |
| 87  | 轟渓流                   | 河川   | 長崎県諫早市                                 | 多良岳県立公園                                                                      |
| 88  | 轟水源                   | 湧水   | 熊本県宇土市                                 |                                                                                     |
| 89  | 白川水源                 | 湧水   | 熊本県阿蘇郡南阿蘇村                         | 阿蘇くじゅう国立公園                                                                |
| 90  | 菊池水源                 | 河川   | 熊本県菊池市                                 | 阿蘇くじゅう国立公園                                                                |
| 91  | 池山水源                 | 湧水   | 熊本県阿蘇郡産山村                           | 阿蘇くじゅう国立公園                                                                |
| 92  | 男池湧水群               | 湧水   | 大分県由布市                                 | 阿蘇くじゅう国立公園                                                                |
| 93  | 竹田湧水群               | 湧水   | 大分県竹田市                                 |                                                                                     |
| 94  | 白山川                   | 河川   | 大分県豊後大野市（稲積水中鍾乳洞）           | 阿蘇くじゅう国立公園                                                                |
| 95  | 出の山湧水               | 湧水   | 宮崎県小林市                                 |                                                                                     |
| 96  | 綾川湧水群               | 河川   | 宮崎県東諸県郡綾町                           |                                                                                     |
| 97  | 屋久島宮之浦岳流水       | 河川   | 鹿児島県熊毛郡屋久島町                       | 世界遺産、霧島屋久国立公園、日本百名山                                              |
| 98  | 霧島山麓丸池湧水         | 湧水   | 鹿児島県姶良郡湧水町                         |                                                                                     |
| 99  | 清水の湧水               | 湧水   | 鹿児島県南九州市                             | 疏水百選、水の郷百選                                                                |
| 100 | 垣花樋川                 | 湧水   | 沖縄県南城市                                 |                                                                                     |

## 「名水百選」選抜総選挙
2016年（平成27年）、環境省は「名水百選」選定30周年を記念して「名水百選」と「平成の名水百選」と対象として、「観光地」「景観」「秘境地」「おいしさ」の4部門でインターネットの人気投票により「『名水百選』選抜総選挙」を実施し、同年3月に各部門トップ5を発表した。
エントリーは参加希望を申し出た自治体による立候補制とし、投票は専用サイトからのインターネット投票ですべての国民が投票可能とした。

### 投票結果
- 観光地としてすばらしい「名水」部門

| 順位 | 名称                 | 昭和/平成の名水百選 | 所在地         |
| ---- | -------------------- | ------------------- | -------------- |
| 1    | 安曇野わさび田湧水群 | 昭和                | 長野県安曇野市 |
| 2    | 塩釜の冷泉           | 昭和                | 岡山県真庭市   |
| 3    | まつもと城下町湧水群 | 平成                | 長野県松本市   |
| 4    | 水前寺江津湖湧水群   | 平成                | 熊本県熊本市   |
| 5    | 島原湧水群           | 昭和                | 長崎県島原市   |
- 景観がすばらしい「名水」部門

| 順位 | 名称                 | 昭和/平成の名水百選 | 所在地         |
| ---- | -------------------- | ------------------- | -------------- |
| 1    | 安曇野わさび田湧水群 | 昭和                | 長野県安曇野市 |
| 2    | 大杉の清水           | 平成                | 京都府舞鶴市   |
| 3    | かつらの千年水       | 平成                | 兵庫県香美町   |
| 4    | 菊池水源             | 昭和                | 熊本県菊池市   |
| 5    | 轟渓流               | 昭和                | 長崎県諫早市   |
- 秘境地としてすばらしい「名水」部門

| 順位 | 名称                     | 昭和/平成の名水百選 | 所在地       |
| ---- | ------------------------ | ------------------- | ------------ |
| 1    | 鳥川ホタルの里湧水群     | 平成                | 愛知県岡崎市 |
| 2    | 鷹入の滝                 | 平成                | 島根県安来市 |
| 3    | 金峰山湧水群             | 平成                | 熊本県熊本市 |
| 4    | 恵利原の水穴（天の岩戸） | 昭和                | 三重県志摩市 |
| 5    | 剣山御神水               | 昭和                | 徳島県三好市 |
- おいしさがすばらしい「名水」部門

「おいしさ」部門は名水百選の水を活用した飲料水製品を対象とした。
| 順位 | 飲料水名称                   | 名水百選名称     | 昭和/平成の名水百選 | 所在地         |
| ---- | ---------------------------- | ---------------- | ------------------- | -------------- |
| 1    | おいしい秦野の水～丹沢の雫～ | 秦野盆地湧水群   | 昭和                | 神奈川県秦野市 |
| 2    | わかさ瓜割の水               | 瓜割の滝         | 昭和                | 福井県若狭町   |
| 3    | 大雪旭岳源水                 | 大雪旭岳源水     | 平成                | 北海道東川町   |
| 4    | 月山自然水                   | 月山山麓湧水群   | 昭和                | 山形県西川町   |
| 5    | 清流 長良川の雫              | 長良川（中流域） | 昭和                | 岐阜県岐阜市   |

## 名水サミット
名水百選の所在する市町村自治体が連携して1985年（昭和60年）8月に設立された「全国水環境保全市町村連絡協議会」が毎年1回、水環境の保全などを議論する名水サミットを開催している。
近年では、一連のイベント全体を名水サミットと呼び、前半の部を全国水環境保全市町村連絡協議会全国大会、後半の講演やパネルディスカッションの部を名水シンポジウムとしている。初期は「名水サミット」の名称は使用していなかった。また、「名水サミット」の名称を「名水シンポジウム」に代わる名称として使用していた時期があった。
第1回は1985年（昭和60年）に岐阜県郡上郡八幡町（現在の岐阜県郡上市）で開催された。2016年（平成28年）は恵利原の水穴（天の岩戸）のある三重県志摩市の伊勢志摩ロイヤルホテルで10月7日に開催された。